# هاینز سیمت
هاینز سیمت (انگلیسی: Heinz Simmet) (۲۲ نوامبر ۱۹۴۴ – ۳۱ ژانویهٔ ۲۰۲۴) بازیکن فوتبال اهل آلمان بود.
از باشگاه‌هایی که وی در آنها بازی کرده‌است می‌توان به باشگاه فوتبال روت‌وایس اسن و باشگاه فوتبال کلن اشاره کرد.
وی همچنین در تیم‌های ملی فوتبال زیر ۲۱ سال آلمان و Germany national football B team بازی کرده‌است.